# 澱川橋梁
澱川橋梁（よどがわきょうりょう、英語: Yodo-Gawa Bridge）は、京都市伏見区の宇治川にかかる鉄道用トラス橋である。奈良電気鉄道が自社線（現在の近畿日本鉄道京都線）の開業にあたり架設した。
本橋梁は比較的水量の多い河川を1径間で渡る長大な複線下路式トラス橋であり、完成以来2024年現在まで、日本に存在する単純トラス橋としては最大の支間長を備えることで知られる。

## 建設経緯
京都と奈良を結ぶ第2の鉄道として建設され、開通まで経由地や線形の変更を幾度となく繰り返してきた奈良電気鉄道線にあって、本橋梁も経路は変更されなかったものの、特異な経緯により桁形式が途中で全面変更されている。

### 計画の変遷
奈良電気鉄道線の建設計画を進めた浅井郁爾技師長を筆頭とする同社技術陣は、京都起点4マイル6チェイン（約6.6km）付近の宇治川（澱川）を渡河するにあたって、当初は沿線に存在するもう一つの大河である木津川を渡る木津川橋梁と同様、河中に6本の橋脚を立てて70フィート(21.336m)プレートガーダー桁7連を架設する案に従って橋梁の具体設計を進めており、
架橋を予定した地点の周辺には帝国陸軍の演習場（渡河訓練場）、そしてその北側には工兵大隊の工営が設置されていた。奈良電気鉄道は、工事速成のため工兵隊用地の一部について土地交換を申請した。それを受け師団側では調査を行い、本省へ伺いを出した。
16師団条件と陸軍省の決定条件をまとめたものが以下の表になる。
| 16師団条件                                 | 陸軍省決定条件                                                                                         | 備考                                                         |
| ------------------------------------------ | --- | ------------------------------------------------------------ |
| 軍用地1235坪4合と奈良電用地5万3137坪の交換 | 1235坪の払下げ(西側作業場539坪+練兵場696坪) 東側作業場700坪の保留・ 減少した敷地増加と作業場新設の研究 | 減少した敷地は増加もなく、作業場新設もされることはなかった。 |
| 橋梁の無橋脚化                             | 一基までの設置を認める                                                                                 | 奈良電側の判断にて無橋脚にて架橋                             |
| 工事期間の内7月から10月までは禁止          | 条件無し                                                                                               | 工事は規制なく行われ、5月頃の杭打ちは工兵隊施工              |
| 演習場附近高架下は陸軍・一般交通供用       | 条件無し                                                                                               |                                                              |

橋脚に関しては一基まで認めるというものであったが、奈良電気鉄道側は回答を待たずに代案に着手することとなる。
ちょうどこの時期、即位したばかりの昭和天皇の御大典が京都御所で執り行われ、式典の終了後、各施設の拝観や御陵の参拝などが国民に認められることとなった。そのため、沿線に伏見桃山陵が存在し、開通の暁には大阪電気軌道奈良線へ乗り入れるだけでなく大和西大寺から橿原線へも直通し、京都と橿原神宮前を直結する計画であった奈良電気鉄道は、大きな旅客需要が期待されるこの絶好のチャンスに、何としてでも全線開業を間に合わせる必要に迫られた。
こうして、路線建設のための時間的猶予を失った奈良電気鉄道は宇治川渡河について経済的なプレートガーダー桁案を放棄し、河中に橋脚を設けずに済む長大な単独トラス桁により本橋梁を架設することを決断してようやく着工にこぎ着けた。

### 巨大トラス橋
以上のような経緯で、本橋梁は無橋脚、1径間での渡河に適した長大な曲弦プラット分格トラス桁として架設されることとなり、その設計は当時の日本を代表する橋梁設計の大家であった関場茂樹の手に委ねられた。
もっともこの時代、この巨大橋梁が必要とする長さと厚さを備えた大型鋼材は日本国内に市中在庫が存在しなかった。また日本国内で唯一、その種の鋼材の製造供給が可能と目されていた八幡製鐵所では当時軍用、特に軍艦用の需要を満たすのが精一杯で、発注後必要な納期にそれらを得ることもできなかった。
そのため、関場ら設計陣は設計着手後間もない1927年10月末までに最優先で必要部材の一覧表を作成、部材調達を請け負った浅野物産とアメリカ有数の大手製鋼メーカーベスレヘム・スチールが東京に設けていた支店の連携によって、全体の83パーセントにあたる約1,500tの鋼材の注文書をアメリカのベスレヘム・スチール社本社へ打電、可能な限り速く国内で入手が不可能な部材を調達する手配を行った。
これは、折良く日本へ向かう船便に恵まれたことから、発注後2ヶ月半で大半の部材が神戸港へ入荷するという、当時の日米間貨物輸送体制では最良に近い成果を得た。なお、本橋梁の主部材はこのようにベスレヘム・スチール社からの輸入に拠ったが、それ以外にもUSスチール・プロダクツ社と八幡製鉄所から鋼材供給を受けている。
だが、最大の難問であった鋼材納入について最良の結果を得たと言っても、その時点で絶対的な工期の不足がほぼ致命的な水準に達していたことに変わりはなかった。国内で調達可能な補助部材については先行して調達と加工を実施するようにしたものの、主要鋼材到着後にそれらを工場で加工し、工場で一旦仮組みした後に分解、輸送し現場で再度組み立てるという、大規模構造物建築で常識とされる手順を踏んでいたのでは、1928年1月の鋼材到着後、1928年11月に予定された御大典までの10ヶ月に満たない短期間でこの橋梁を完成させ、路線そのものの開業にこぎ着けることは到底不可能であった。
そこで関場らは、実際に橋桁の製造を担当する川崎造船所兵庫工場（本橋梁工事中の1928年5月18日付で川崎造船所から独立、川崎車輛兵庫工場となる）での仮組工程を省略し、加工済み部材を現場にて直接組み立てることを決断した。
仮組を省略した場合、その分の所要時間を節約できるが、その反面、部材の切断ミスや接合用リベットのために予め開口された鋲孔のずれなどがあった場合、それらの修正のために架設工事全体が大きく遅れ、仮組を実施するよりもかえって時間がかかってしまう危険がある。そのため、川崎造船所で実際の桁製造を監督することになった阪根繁三郎技師はその部材製作工程の管理および工作精度の維持に細心の注意を払うことを強いられ、また設計を担当する関場らもミスが一切許されないため、本橋梁に関する各種図面の精査に追われた。

### 工事
現場での組み立て・橋台の施工、そして架設全般を担当したのは、奈良電気鉄道専務取締役長田桃蔵が副支配人で、この種の架橋工事について経験の豊富な大林組であった。
橋桁だけで1,810t、軌条や枕木を合わせて約2,000t、通過する60t級電車6両編成2本分の荷重720tを入れると総計2,700tもの重量になる本橋梁の場合、それを支える橋台の設計と施工には特に慎重な作業が要求され、しかも上述の通り工期が極端に短く失敗が許されなかった。そのため、当初は先行して架橋工事が完了していた木津川橋梁で実績があった、直径8フィート(2.43m)、深さ25フィート(7.62m)、厚さ8インチ(203.2mm)の円筒形鉄筋コンクリート製井筒3本2列を水中堀にして沈め、これらの上に橋台を構築することが検討された。
だが、本橋梁と同じ淀川水系での治水工事に経験豊富で工事現場の地質についても知悉した谷口三郎技師から大型構築物の沈函工法が適当との助言が得られ、この工法により1928年4月1日に橋台根掘りを開始、同年5月26日に鉄筋コンクリート製橋台の両岸への埋設作業が完了した。
その作業工程においては、時間的余裕が無く沈函後に試験荷重をかけてテストすることができなかったため、通常40本の基礎杭を打設する所に直径10インチ(25.4cm)長さ30フィート(9.14m)の松丸太による基礎杭を60本打設して地盤を徹底的に打ち固め、試験を行う必要性そのものを無くしている。
こうして橋台が完成し、兵庫の川崎造船所から淀川を遡航して現場まで運ばれた部材により、橋桁本体の組み立てと架設が本格的に開始された。設計・製造の双方の努力が実り、現場に到着した各部材の加工精度はほとんど修正を要しない水準に達しており、むしろ高精度ゆえに弦材支承面の密着が良すぎて組み立て作業に手間取るほどであった。
また、橋桁本体を組み上げる工程においては、効率化を図って大林組が設計したゴライアスクレーン（門型自走式クレーン）が導入され、威力を発揮した。
このゴライアスクレーンは、橋桁本体の組み立てに用いる鋼製で大型のものと、船で運ばれてきた部材を仮設足場上へ揚陸するための木造で小型のものの2種が用意された。いずれも上部に電動巻き上げ機を、下部に台車をそれぞれ備え、橋桁の組み立て工程の進捗に合わせて仮設足場上に敷設された4列のレール上を移動する設計であった。大型のものは、工事完了後に柱部を分解し他の工事現場で工事用エレベーターに転用可能な寸法として設計され、高さ100フィート（30.48m）、長さ54フィート8インチ（16.66m）、と本橋梁の規模に見合った極めて巨大な構造物であった。
橋桁の組み立ては、当初計画では固定端とされた右岸側から順に下弦材を左岸まで並べて全長分を結合、他の主要部は大型ゴライアスクレーンを用いて右岸から中央付近まで組み立てた後、左岸までクレーンを移動、そこから再度中央へ向けて組み立てを進め、最後に中央部で結合して完成とする予定であった。
しかし、橋台の建設過程で右岸側が遅れたため、下弦材の組み立てについては右岸寄り2番目の部材を所定位置に置いて組み立てを開始し、順次左岸まで組み立て、最後に右岸寄り1番目の部材を結合するように変更した。ところが、これも渇水で淀川を遡航する船運に問題が生じ、予定通りに部材が届かなくなったため作業手順の再変更を迫られた。この結果、右岸寄りの一部床梁やストリンガーなどの組み立てを前倒しで行い、その後で部材到着順に左岸へ向けて下弦材を結合、左岸到達後に左岸から床梁やストリンガーの組み立てを始めて右岸寄りの組み立て済み部分に到達するまで作業を進め、床部の組み立てが終わったところで、既に組み立てが完了した下弦材と右岸橋台の間を結ぶ最後の下弦材を組み、そこの床梁とストリンガーの組み立てを行い床部全体を先に完成状態とするという、非常に込み入った複雑な作業手順とすることでこの工程での遅延の発生を最小限に抑えている。
続く上弦材の組み立て順序も、この下弦材組み立て工程の混乱の影響で組み立て順序が変更された。当初とは逆に左岸へ大型ゴライアスクレーンを移動してそこから中央へ向かって順に上弦材を組み立てた後、クレーンを右岸へ移動、そこから再度中央へ向けて上弦材を組み立て、最後に中央の水平な上弦材を組み付けることとなったのである。
この組み立て作業においては合計73,094本のリベットが使用された。それらの鉸鋲作業はスケジュールの関係で夏の炎天下での実施となったが、川崎造船所から派遣された工員30名がリベット打ち5組と穿孔機2組に分かれて従事し、約60日におよぶ作業日程で鉸鋲作業を全て完了した。
こうして組み上がった橋桁の塗装は浅野物産が担当し、同社の工員20名によりValdura Asphalt Paintと称する銘柄の塗料（色はダークグリーン）が塗布された。各部材には加工を行った川崎造船所で下地塗りとして光明丹が予め塗布されており、塗装工程では通常部位に2回ずつ、リベット結合部については3回ずつ塗装を行った。この作業には前後30日を要し、消費された塗料の総量は約1,300ガロンに及んだ。

### 完成
こうして架設当時の最新技術を惜しみなく投入し、人智を尽くして工期短縮のための努力が重ねられた結果、総工費83万9千23円95銭を費やした本橋梁は、御大典を約1ヶ月後に控えた1928年10月16日に完成した。設計者である関場らは後日発表の論文の締めくくりにおいて「天帝の御加護に依り」と記したが、それは工事に関わったありとあらゆる人々の努力の賜であった。完工式には工兵第16大隊長も招待されたが、大隊長は橋梁やその架橋工事の大なることに驚き、1本2本の橋脚を立てる程度の設計変更を申し出ていれば工事を承認するつもりだったと述懐したという。
なお、奈良電気鉄道線そのものは難航した桃山御陵付近の高架線が71日間の突貫工事の末、同年11月12日に完成し、京都での即位の礼の儀式が全て終了した同月15日、京都 - 大和西大寺間34.5kmがようやく全線開業した。

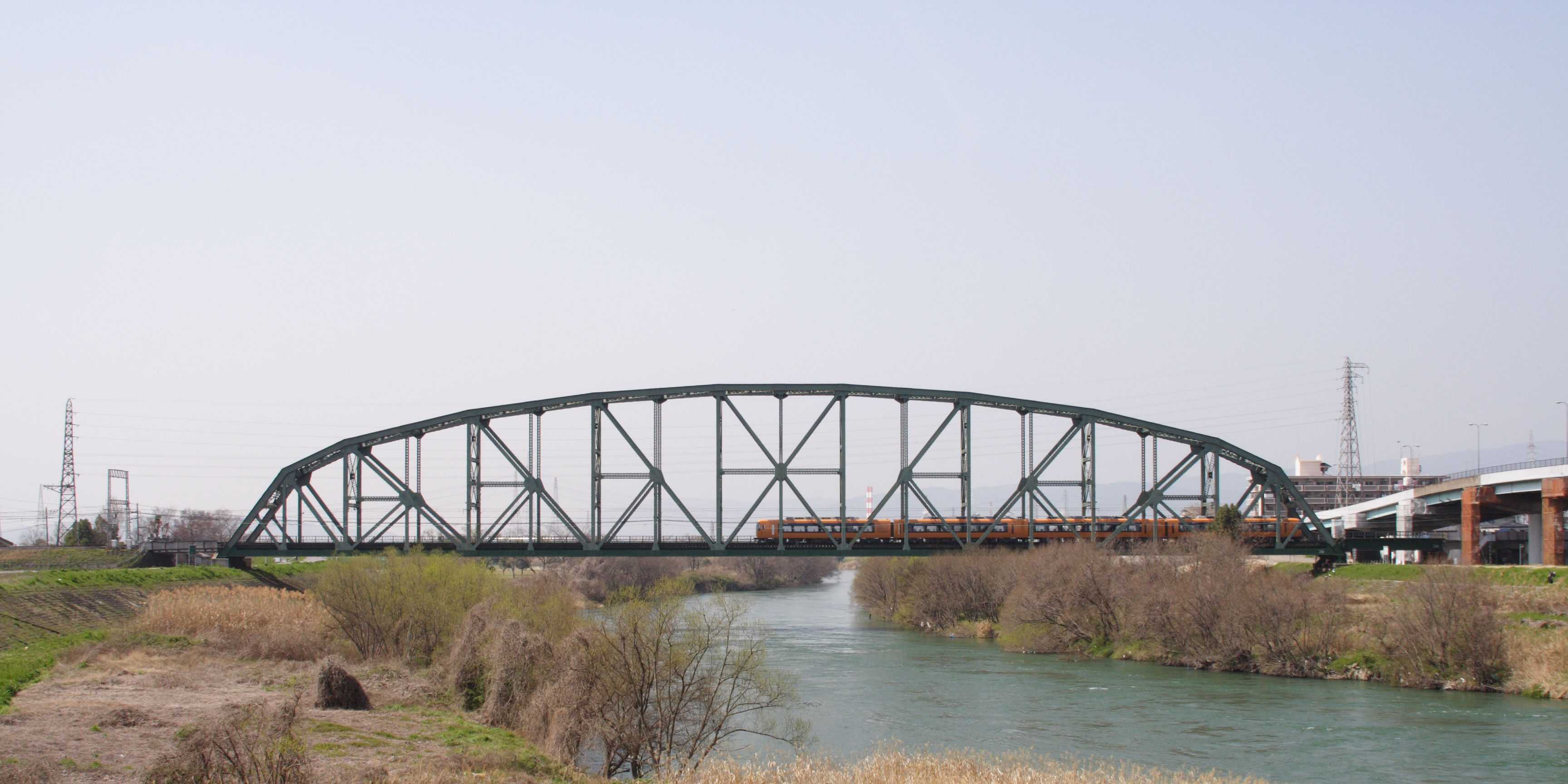
橋梁を通過中の列車長は約80m。

## 構造
鋼材をリベットで接合して組み立てたトラス桁を、両岸に埋設された鉄筋コンクリート製橋台上に架設する。
本橋梁では、長さ46フィート(14.02m)幅21フィート(6.4m)、壁厚2フィート6インチ(762mm)の箱形鉄筋コンクリート製基礎を埋設して橋台としている。
橋桁は典型的な曲弦プラット分格トラス構造を採る。通常、この種の桁では対角材の経済的な傾斜角が45°となることから、必然的に背の高い中央部の分格長が長く、両端部の分格長が短く設計される。だが、本橋梁においては、仮設足場および上述したゴライアスクレーンの能力や、部材加工時の生産性向上、それに工事作業の簡略化を考慮して、全体を18に分け、各分格長を30フィート（9.144m）で統一している。また、中央の第9・第10分格の上弦材は水平として桁高を下弦材から80フィート（24.38m）の位置に置き、両端の第2・第17分格の下弦材はそれぞれ第1・第18分格との接合点での高さを40フィート（12.19m）としている。

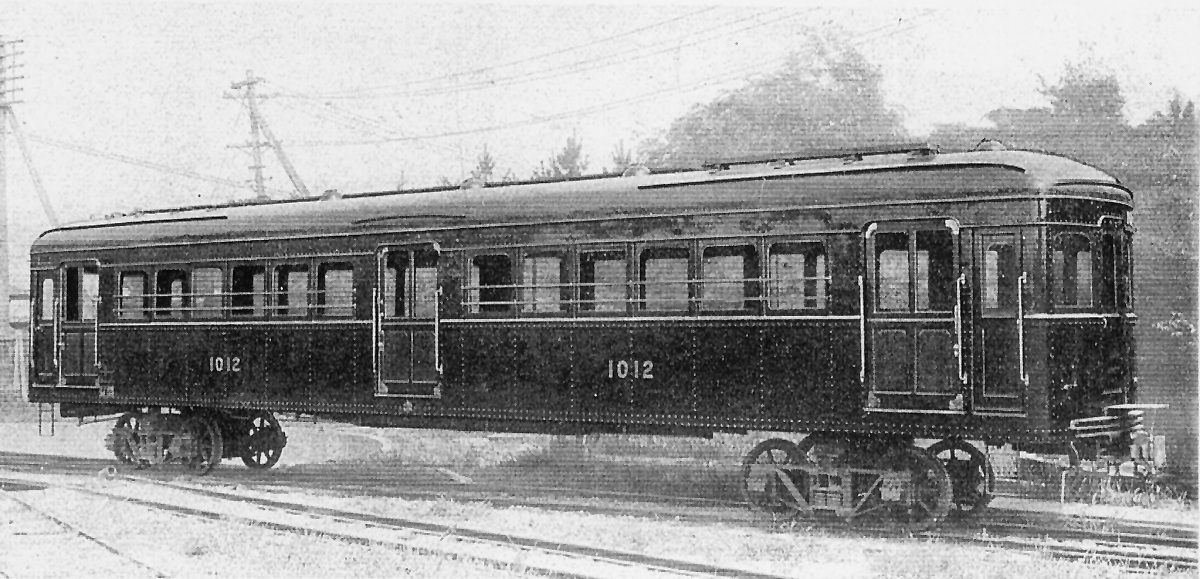
奈良電気鉄道デハボ1000形デハボ1012
奈良電気鉄道開業時に唯一在籍した旅客車形式で自重34tの半鋼製車。
主要機器の艤装前の撮影で台車も仮台車である。

工事開始当時、奈良電気鉄道では車両限界の小さな16m級の中型電車であるデハボ1000形1両あるいは2両編成での運行を計画しており、また財政的にも決して豊かでなかったことから短尺レールを使用するなど、低規格での路線建設を進めていた。しかし、本橋梁の設計にあたっては財政難であったにもかかわらず、またそうした当初の車両運行計画状況であったにもかかわらず、将来の車両大型化と橋梁そのものの長命化を見越して、その列車荷重や両側構間の間隔については大きな余裕を持たせた寸法・強度が設定された。

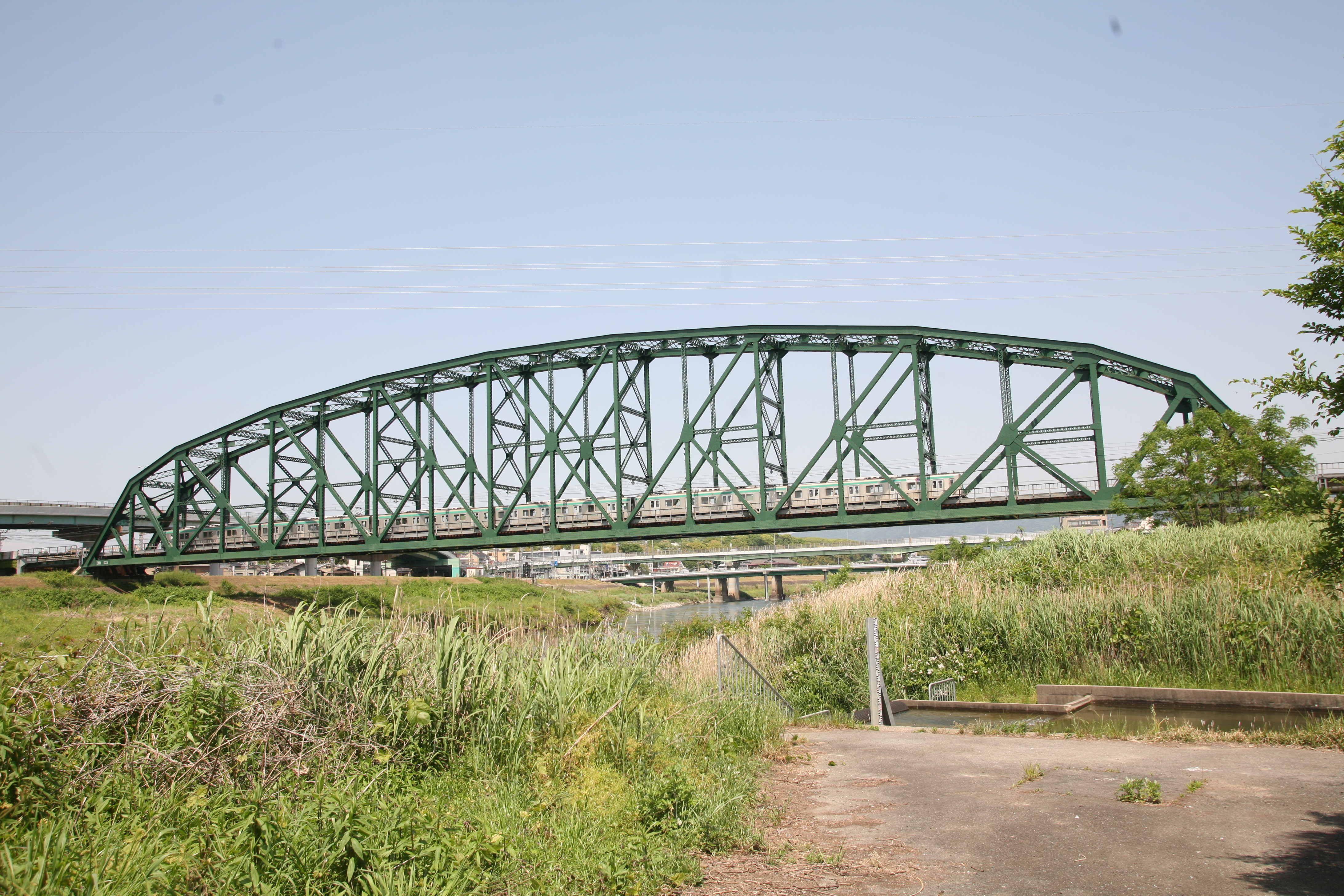
橋梁上を京都市交通局10系電車が通過中。6両でも自重は約200tで、設計時に想定された6両編成(360t)よりも格段に軽い。

すなわち、列車荷重は1901年に示されたクーパー荷重にてE24とし、当時としては破格の60.8t級電車6両編成が橋梁上で行き交う状況を想定して設計し、なおかつその衝撃係数の算定に当たってAREA（American Railway Engineering Association：アメリカ鉄道技術協会）の衝撃係数式を採用したため、本橋の設計衝撃力は現在の標準的な設計の約1.2倍と非常に大きな余裕が与えられている。また、建築限界に影響する両側構間の中心間隔は、やはり複線分としても大きく余裕を持たせ、32フィート(9.75m)幅としている。
本橋は日本では前例のない巨大橋梁であることから、強風時の風圧による風荷重や気温変化による熱応力についても慎重に余裕を持たせて設計された。特に副応力を最小限とするため、径間中央の縦桁に伸縮点を設けている。もっとも風荷重については設計当時のアメリカの基準に依ったと見られ、145kg/m2とその後の日本における標準値である300kg/m2の半分以下の値として設計されている。ただし、この値については通風時の風下側での遮蔽効果についての計算基準が現在の標準とは異なっており、計算上現在の標準の約6割しか風荷重を受けないとされている。
こうした将来を見据えた配慮により、本橋梁は架橋から80年以上が経過し通過する電車が活荷重の大きな21m級大型電車6両編成となった2011年現在においても、設計衝撃力に大きな余裕を持たせて設計されていたことから活荷重増大分が相殺され、桁そのものについては設計に何ら手を加える必要もないまま、ほぼ完成時そのままの状態での使用が可能となっている。

## 現状
本橋梁は木津川橋梁、伏見第一・第二高架橋と並ぶ奈良電気鉄道線の重要施設の一つであり、奈良電気鉄道が近畿日本鉄道へ吸収合併され同社京都線となった際にもそのまま承継された。そのため、完成以来実に80年以上にわたりほぼ竣工時のままの姿で、使用され続けている。
ただし、1977年に橋桁を支える主構可動支承のロッカー部分、つまり振動や熱膨張などによるずれ、あるいは伸縮を吸収する重要部品が損傷していることが明らかとなった。このため、1983年に問題となった主構可動支承ロッカー部の新型支承板への交換や、縦桁支承および端対傾構ガセットなどの摩耗部材について補修を実施することで延命が図られている。
本橋梁は2000年10月18日に近鉄澱川橋梁という名称で「国土の歴史的景観に寄与しているもの」として国の登録有形文化財（登録番号26-0073）に登録されている。